# فینال لیگ قهرمانان آسیا ۲۰۱۱

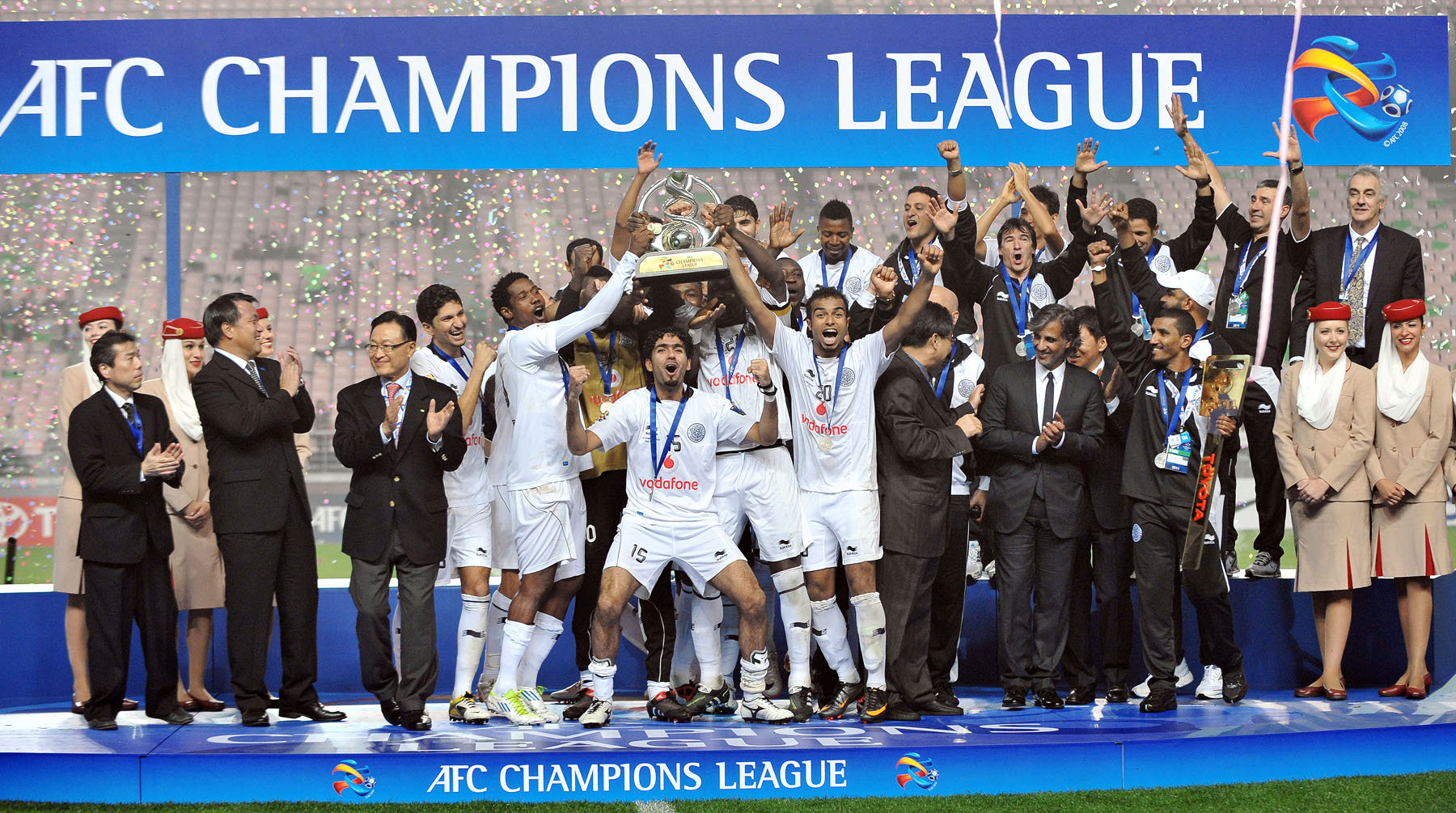
فینال لیگ قهرمانان آسیا ۲۰۱۱

فینال لیگ قهرمانان آسیا ۲۰۱۱ رقابت پایانی لیگ قهرمانان آسیا ۲۰۱۱ بود؛ سی‌امین دوره از بالاترین سطح مسابقات فوتبال آسیایی که توسط کنفدراسیون فوتبال آسیا (اِی‌اف‌سی) پایه‌گذاری شده‌است و همچنین نهمین دوره از مسابقاتی که با عنوان لیگ قهرمانان آسیا شناخته می‌شود. السد با برتری برابر چونبوک هیوندای موتورز به مقام قهرمانی دست یافت.

## مسابقه
| چونبوک موتورز                                      | ۲ – ۲ (و.ا.) | السد                                             |
| -------------------------------------------------- | ------------ | ------------------------------------------------ |
| انینهو ۱۷' · لی سیونگ-هیونگ ۹۰+۲'                  | گزارش        | سیم وو-یئونگ ۳۰' (گل‌به‌خودی) · عبدالقادر کیتا ۶۱' |
| ضربات پنالتی                                       |              |                                                  |
| انینهو · کیم دانگ‌چان · پارک وون‌جائه · کیم سانگ سیک | ۲ – ۴        | نیانگ · ال هیدوس · لی یونگ سو · ماجد · بلحاج     |